# Klobichseer Mühlenfließ
Das Klobichseer Mühlenfließ ist ein Bach und orographisch rechter Zufluss der Stöbber im Landkreis Märkisch-Oderland in Brandenburg.

## Verlauf
Das Fließ entspringt im Naturschutzgebiet Klobichsee rund einen Kilometer nördlich des Müncheberger Ortsteils Dahmsdorf. Es verläuft zunächst bogenförmig in südwestlicher, anschließend in südlicher und schließlich in nordöstlicher Richtung in den Kleinen Klobichsee. Dort fließt von Norden je nach Wasserstand zusätzliches Wasser aus einem unbenannten See zu. Ein weiterer unbenannter Zufluss besteht im Osten des Sees. Das Fließ tritt am nördlichen Ufer aus dem Kleinen Klobichsee wieder aus und fließt rund 550 m in nordöstlicher Richtung in den Großen Klobichsee. Dort tritt es am nördlichen Ufer aus und verläuft auf rund 380 m in nordwestlicher Richtung in den Mühlenteich. Ebenfalls an seinem nördlichen Ufer tritt das Fließ wieder heraus und verläuft nun auf rund 390 m in nördlicher Richtung zum Müncheberger Wohnplatz Alte Mühle. Dort befand sich bereits 1253 eine Mühle. Nördlich des Wohnplatzes verläuft das Fließ auf der verbleibenden Länge in nordnordöstlicher Richtung und entwässert schließlich in den Stöbber.